# Lucian Bute
Lucian Bute (Pechea, 28 de febrero de 1980) es un deportista rumano que compitió en boxeo.
Ganó una medalla de bronce en el Campeonato Mundial de Boxeo Aficionado de 1999, en el peso wélter.
En noviembre de 2003 disputó su primera pelea como profesional. En octubre de 2007 conquistó el título mundial de la IBF, en la categoría de peso supermedio.
En su carrera profesional tuvo en total 37 combates, con un registro de 32 victorias y cinco derrotas.

## Palmarés internacional
| Representando a Rumania |                          |                   |           |
| Campeonato Mundial      |                          |                   |           |
| Año                     | Lugar                    | Medalla           | Categoría |
| 1999                    | Houston (Estados Unidos) | Medalla de bronce | 67 kg     |

## Récord profesional
| 32 ganadas (25 KOs), 5 derrotas |        |                     |      |               |            |                                 | |
| Res.                            | Record | Oponente            | Tipo | Rd., Tiempo   | Fecha      | Localidad                       | Notas |
| D                               | 32–5   | Eleider Álvarez     | TKO  | 5 (12), 2:22  | 2017-02-24 | Videotron Centre, Quebec        | Por el título WBC Silver del peso semipesado. |
| D                               | 32–4   | Badou Jack          | DQ   | 12            | 2016-04-30 | D.C. Armory                     | Por el título mundial de la WBC del peso supermediano; Originalmente un MD, más tarde cambiado a DQ después de que Bute falló una prueba de drogas |
| D                               | 32–3   | James DeGale        | UD   | 12            | 2015-11-28 | Videotron Centre, Quebec        | Por el título de la IBF del peso supermediano. |
| G                               | 32–2   | Andrea Di Luisa     | TKO  | 4 (10), 1:53  | 2015-08-15 | Bell Centre, Montreal           | |
| D                               | 31–2   | Jean Pascal         | UD   | 12            | 2014-01-18 | Bell Centre, Montreal           | Pelea en el peso semipesado. |
| G                               | 31–1   | Denis Grachev       | UD   | 12            | 2012-11-03 | Bell Centre, Montreal           | Gana el Título de la NABF del peso semipesado. |
| D                               | 30-1   | Carl Froch          | TKO  | 5 (12), 1:05  | 2012-05-27 | Nottingham Arena, Nottingham    | Perdió el título de la IBF de peso supermediano.                                                                                                   |
| G                               | 30–0   | Glen Johnson        | UD   | 12            | 2011-11-05 | Coliseum Pepsi, Quebec          | Retuvo el título IBF peso supermediano. |
| G                               | 29-0   | Jean-Paul Mendy     | KO   | 4 (12), 2:48  | 2011-07-09 | Romexpo, Bucarest               | Retuvo el título IBF peso supermediano. |
| G                               | 28–0   | Brian Magee         | TKO  | 10 (12), 2:04 | 2011-03-19 | Bell Centre, Montreal           | Retuvo el título IBF peso supermediano. |
| G                               | 27–0   | Jesse Brinkley      | KO   | 9 (12), 2:48  | 2010-10-15 | Bell Centre, Montreal           | Retuvo el título IBF peso supermediano. |
| G                               | 26–0   | Edison Miranda      | TKO  | 3 (12), 1:22  | 2010-04-17 | Bell Centre, Montreal           | Retuvo el título IBF peso supermediano. |
| G                               | 25–0   | Librado Andrade     | KO   | 4 (12), 2:57  | 2009-11-28 | Coliseum Pepsi, Quebec          | Retuvo el título IBF peso supermediano. |
| G                               | 24–0   | Fulgencio Zúñiga    | TKO  | 4 (12), 2:25  | 2009-03-13 | Bell Centre, Montreal           | Retuvo el título IBF peso supermediano. |
| G                               | 23–0   | Librado Andrade     | UD   | 12            | 2008-10-24 | Bell Centre, Montreal           | Retuvo el título IBF peso supermediano. |
| G                               | 22–0   | William Joppy       | TKO  | 10 (12), 1:08 | 2008-02-29 | Bell Centre, Montreal           | Retuvo el título IBF peso supermediano. |
| G                               | 21–0   | Alejandro Berrío    | TKO  | 11 (12), 1:27 | 2007-10-19 | Bell Centre, Montreal           | Ganó el título IBF peso supermediano. |
| G                               | 20–0   | Sakio Bika          | UD   | 12            | 2007-06-15 | Bell Centre, Montreal           | Eliminatoria por el título IBF peso supermediano.                                                                                                  |
| G                               | 19–0   | Sergey Tatevosyan   | UD   | 12            | 2007-01-26 | Bell Centre, Montreal           | Retuvo el título WBC Contintenal Americas peso supermediano.                                                                                       |
| G                               | 18–0   | James Obede Toney   | TKO  | 8 (12), 2:49  | 2006-09-15 | Bell Centre, Montreal           | Retuvo los títulos NABF, NABA y WBC Continental Americas peso supermediano.                                                                        |
| G                               | 17–0   | Lolenga Mock        | UD   | 12            | 2006-05-16 | Bell Centre, Montreal           | Retuvo el título WBC Contintenal Americas peso supermediano.                                                                                       |
| G                               | 16–0   | Andre Thysse        | UD   | 12            | 2006-03-24 | Bell Centre, Montreal           | Retuvo el título WBC Contintenal Americas peso supermediano.                                                                                       |
| G                               | 15–0   | Donnell Wiggins     | KO   | 2 (12), 2:53  | 2005-12-02 | Bell Centre, Montreal,          | Retuvo el título NABA peso supermediano. |
| G                               | 14–0   | Kabary Salem        | TKO  | 8 (12), 3:00  | 2005-09-16 | Bell Centre, Montreal           | Ganó los títulos vacantes NABF y WBC Contintenal Americas peso supermediano.                                                                       |
| G                               | 13–0   | Jose Spearman       | KO   | 8 (12), 2:13  | 2005-06-03 | Maurice Richard Arena, Montreal | |
| G                               | 12–0   | Donny McCrary       | KO   | 4 (12), 2:10  | 2005-04-21 | Siderurgistul Hall, Galaţi      | Retuvo el título NABA peso supermediano. |
| G                               | 11–0   | Christian Cruz      | TKO  | 12 (12), 2:18 | 2005-03-18 | Bell Centre, Montreal           | Ganó el título NABA peso supermediano. |
| G                               | 10–0   | Carl Handy          | TKO  | 4 (12), 2:09  | 2005-02-19 | Pavillon de la Jeunesse, Quebec | Ganó el título NABF peso mediopesado. |
| G                               | 9–0    | Dingaan Thobela     | TKO  | 4 (8), 1:22   | 2004-12-03 | Bell Centre, Montreal           | |
| G                               | 8–0    | Norman Johnson      | TKO  | 2 (6), 1:19   | 2004-11-01 | The Roxy, Boston                | |
| G                               | 7–0    | Willard Lewis       | TKO  | 3 (8), 3:00   | 2004-10-30 | Le Medley, Montreal             | |
| G                               | 6–0    | Rico Cason          | TKO  | 2 (6), 2:43   | 2004-10-16 | Club Ovation, Boynton Beach     | |
| G                               | 5–0    | Tyler Hughes        | TKO  | 3 (6), 2:46   | 2004-07-24 | Boardwalk Hall, AAtlantic City  | |
| G                               | 4–0    | Zane Marks          | TKO  | 1 (4), 2:35   | 2004-04-24 | Colisée Pepsi, Quebec,          | |
| G                               | 3–0    | Jean Pascal Service | KO   | 1 (4), 1:48   | 2004-03-20 | Casino de Montréal, Notre-Dame  | |
| G                               | 2–0    | Darin Johnson       | TKO  | 1 (4), 2:50   | 2003-12-20 | Bell Centre, Montreal           | |
| G                               | 1–0    | Robert Muhammad     | TKO  | 2 (4), 2:05   | 2003-11-22 | Bell Centre, Montreal           | Debut profesional. |